# En vivo y ruidoso II
En vivo y ruidoso II es el segundo álbum en vivo de la banda argentina de punk rock Los Violadores, publicado en 2003 por el sello discográfico Tocka Discos.

## Detalles
Fue grabado en vivo el 25 de octubre de 2002 en la discoteca «Cemento» de Buenos Aires. 
El disco vuelve a reunir a Pil Trafa con Sergio Vall y Stuka, aunque el "Polaco" Zelazek está ausente, después de largos años como miembro de la banda, aquí reemplazado por "El Niño" Khayatte en bajo.
El CD incluye 16 clásicos, más tres temas nuevos: "El día que no hubo aviones", "Todo fue hecho por amor (Pero fracasó)" y "Santa bailanta", además de una pista adicional: "Viva la Revolution", grabado en estudio con la participación de los alemanes Die Toten Hosen.

## Lista de temas
1. Espera y verás
2. Somos Latinoamérica
3. Estás muerto
4. Viejos patéticos
5. Todo fue hecho por amor (Pero fracasó)
6. Nada ni nadie nos puede doblegar
7. Existirás
8. Extraña sensación
9. El día que no hubo aviones
10. Mirando la guerra por TV
11. Beat africano
12. Represión
13. Sólo una agresión
14. Comunicado 166
15. Santa bailanta
16. Uno, dos, ultraviolento
17. Sentimiento fatal
18. Fuera de sektor
19. Violadores de la ley
20. Viva la Revolution (Con Die Toten Hosen)

## Créditos
- Pil Trafa - voz
- Stuka - guitarra
- Carlos "El Niño" Khayatte - bajo
- Sergio Vall - batería
- Die Toten Hosen - invitados (track 20)